# Palacio Donati (antes Benzoni, Scotti, Martini)
El palacio Donati De' Conti, ex Benzoni, Scotti, Martini, es una histórica residencia privada en Crema.

## Historia
En el lugar donde ya había casas propiedad de la familia, hacia finales del siglo XV Socino Benzoni hizo construir la primera versión del palacio, consiguiendo en 1491 la demolición de un muro para poder tener también acceso directo a la Piazza Duomo  .Socino Benzoni, antiguo capitán de fortuna, ha pasado a la historia por su carácter arrogante, despiadado y ambicioso : en 1509, después de la batalla de Agnadello y con los franceses a las puertas, las autoridades y el alcalde Nicolò Pesaro no estaban seguros de qué hacer; Durante una asamblea celebrada en la Catedral, Benzoni defendió con palabras halagadoras la causa de la rendición  obteniendo el consentimiento de la plebe, acción que probablemente salvó a Crema del asedio y la destrucción. 
El rey Luis XII de Francia llegó luego a Crema, se detuvo en la Catedral y luego fue hospedado en el palacio Socino, donde permaneció dos días. Aquí nombró caballero al hijo de Socino, Compagno, y a algunos de sus amigos y partidarios: Giacomo Zurla, Alessandro y Guido Benzoni, Alessandro Benvenuti.
Sin embargo, su paso bajo el estandarte de Luis XII le costó la vida: el 21 de julio de 1510, mientras estaba entre Este y Montagnana en busca de suministros para los franceses, fue capturado por un grupo de stradioti y llevado a Padua, a la Piazza dei Signori, donde el proveedor Andrea Gritti lo hizo ahorcar por traición.
Otro descendiente de Socino, Fortunato, casó a su hija Laura en 1568 con Lucrezio Scotti, una rama de la familia de origen piacentino que había estado presente en Crema durante muchos años  y a quien pasó la casa hasta 1765 cuando el padre Davide Scotti, jesuita, la vendió a Giuseppe Martini 
Martini, miembro de una familia de ricos comerciantes de ganado, compró en 1770 el vicariato de Pradello y Cazzano en la zona de Verona, incluido el título asociado de conde. Esta posición, adquirida por dinero, no por linaje antiguo o mérito, fue particularmente mal recibida por las familias nobles de Crema que excluyeron a su hijo Giovanni de un asiento en el Gran Consejo de la ciudad.
Fueron los Martini quienes reformaron el palacio en estilo barroco, elevando las alas norte y oeste y añadiendo el ala este, transformando así la planta en forma de U y dándole su aspecto actual.
El 23 de septiembre de 1841 se cometió en el palacio el doble crimen que Federico Pesadori relegó a la historia literaria local unas décadas más tarde con un famoso poema dialectal. Aquí dos soldados húngaros recordados con los nombres italianizados de Carlo Rossoich o Carlo Rosich y Giorgio Sinchiv o Giorgio Schillinger asesinaron al capitán Cipriano Maurizio y al asistente Michele Kozic. Por este crimen fueron juzgados y tres días después ejecutados en la horca en la orilla izquierda del Serio, donde la piedad popular erigió la capilla de los Muertos del Serio cerca del barrio de Castelnuovo.
A principios del siglo XX el palacio fue reducido a casa de alquiler, hasta que con escritura notarial del 16 de mayo de 1932 la condesa Emilia Martini Giovio Della Torre lo vendió al abogado Francesco Donati De' Conti y a cuyos herederos pertenece todavía hoy. 
 

### Personalidades vinculadas al palacio
Ya hemos hablado de Socino Benzoni y del rey Luis XII. A esto se suman:
- Leonardo Benzoni, uno de los hijos de Socino; emprendió la carrera eclesiástica y fue preboste de la Catedral de Crema y protonotario apostólico; En uno de los muchos intentos de elevar la ciudad a sede de diócesis, se intentó nombrarlo obispo de Crema (1545); El Papa Julio II lo investió con la diócesis de Vulturara en 1551.
- Paola Benzoni, otra hija de Fortunato, se casó en 1570 con Giovan Battista Visconti, con quien tuvo a Francesco Bernardino, nacido en Brignano Gera d'Adda;[5] Alborotador, rebelde y violento desde muy joven.[6] cometió fechorías y asesinatos y se piensa que pudo vivir durante algunos periodos en el palacio de la ciudad con sus tíos para escapar de alguna de las numerosas prohibiciones a las que fue sometido.[5][6][2] En un determinado momento de su vida tuvo una conversión gracias al cardenal Federico Borromeo que dejó un legado al oratorio de Sant'Anna en Bagnolo Cremasco.[7]  Se cree que Alessandro Manzoni se inspiró en Francesco Bernardino Visconti para la creación del personaje literario del Innominado en su novela Los Novios.[7][6]
- El conde Enrico Martini, aunque nació y vivió la mayor parte del tiempo en San Bernardino, también fue propietario de esta residencia, además de numerosas propiedades agrícolas. Particularmente involucrado en la época del Risorgimento, se dedicó también a la carrera política, llegando a ser miembro del Parlamento en la IV y VII legislaturas del Reino de Cerdeña ; Más tarde fue miembro del Parlamento en las IX y X legislaturas del Reino de Italia.

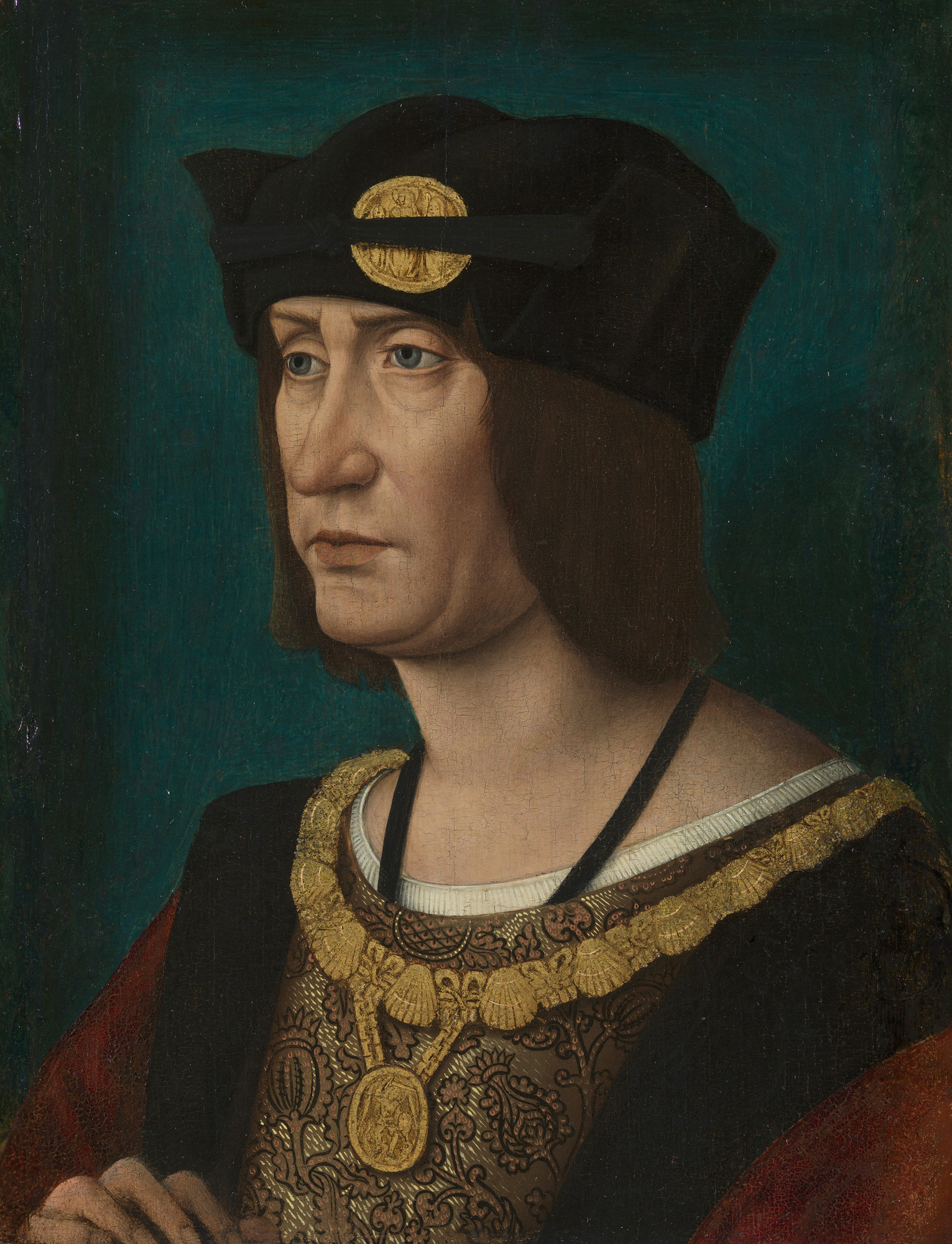
Taller de Jean Perréal, retrato de Luis XII de Francia, hacia 1514
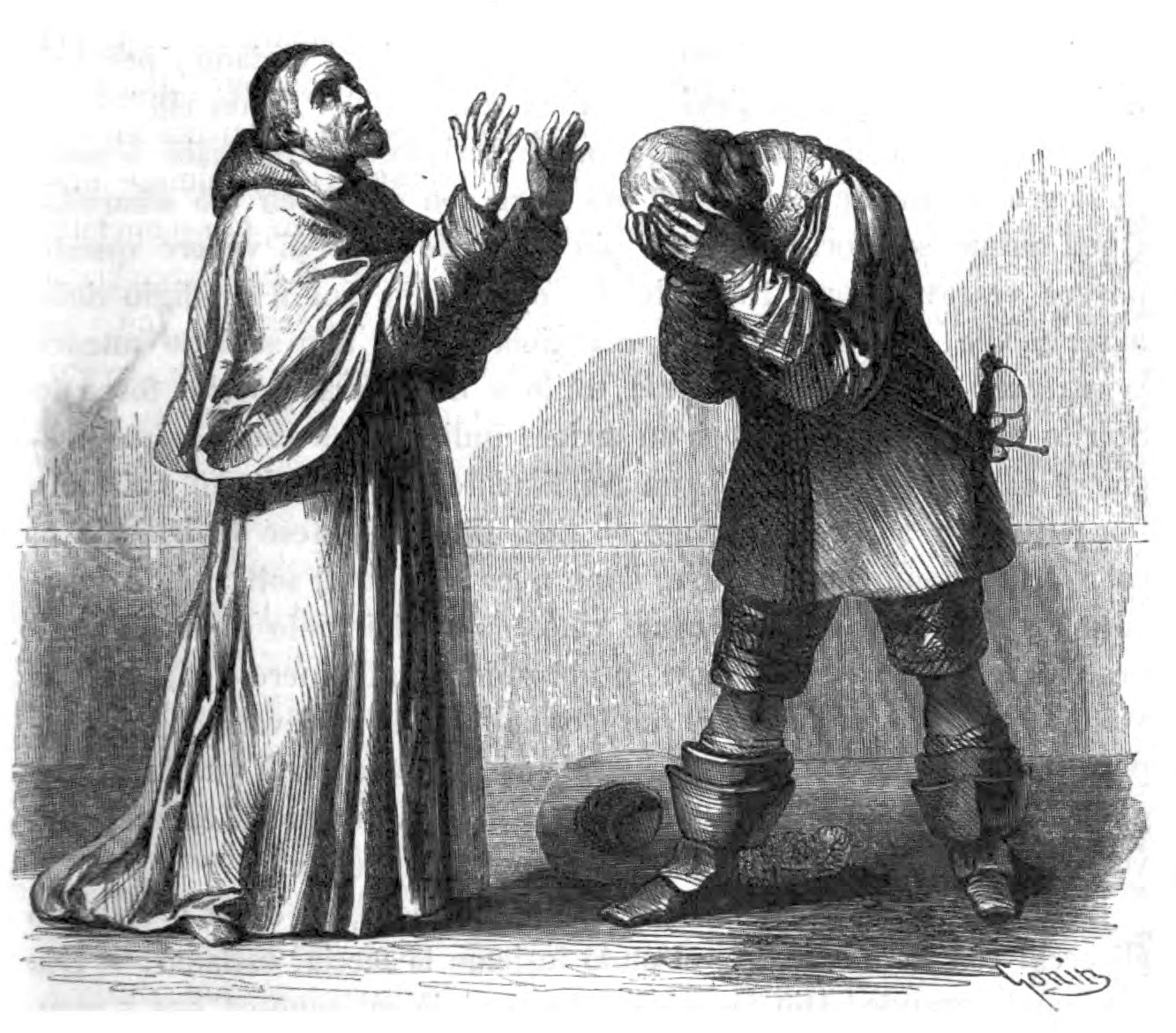
Ilustración de Los novios del encuentro entre el Innominado y el cardenal Federigo Borromeo de una edición de 1840
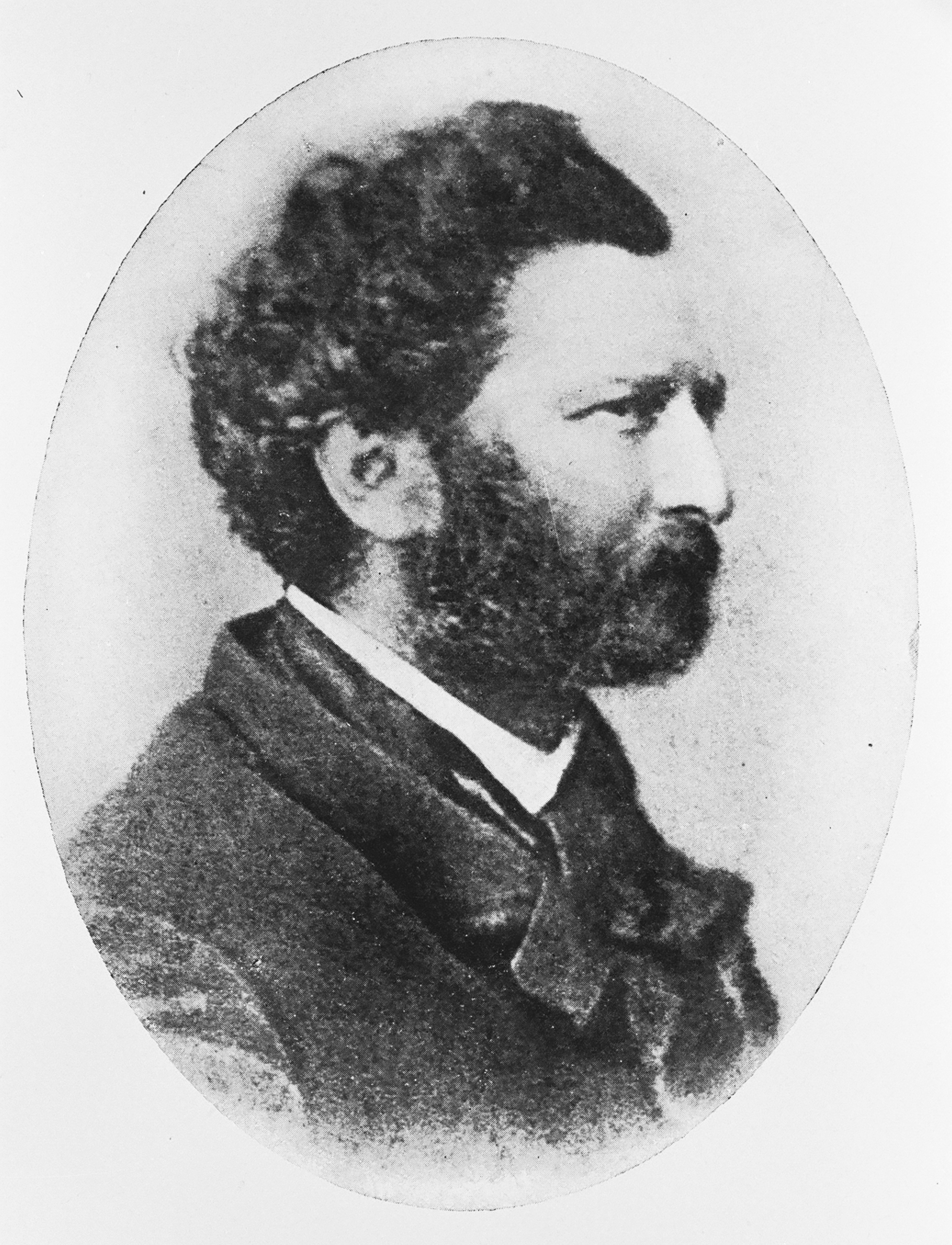
Enrique Martini

## Características

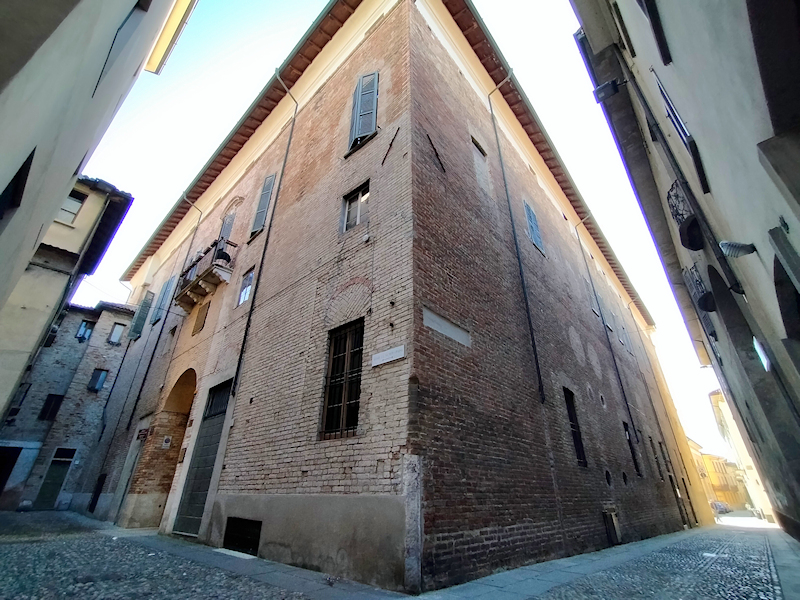
Los lados oeste y norte a lo largo de via Fortunato Marazzi, la más antigua

Los muros del primer piso, lado oeste y lado norte, son del siglo Siglo XVI, estructura que fue levantada durante el siglo XVIII y, además, se le añadió el ala este y aquellos detalles arquitectónicos que le dieron el estilo barroco que caracteriza al edificio.

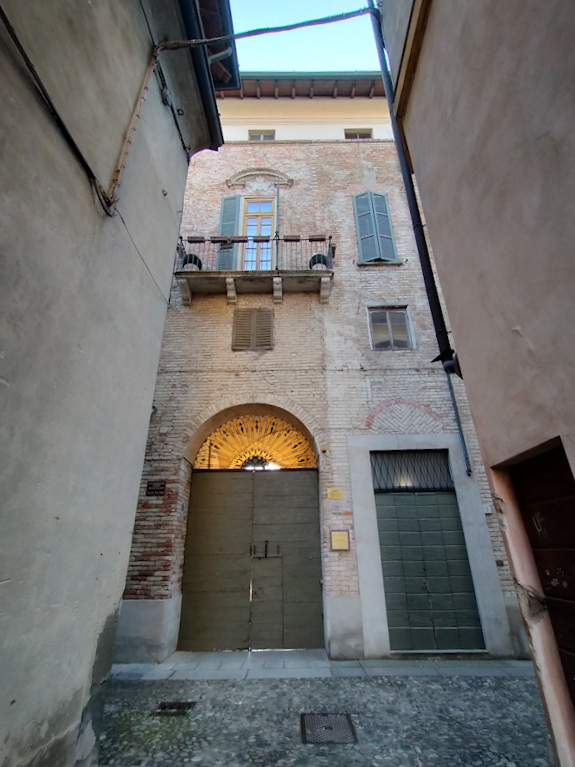
La entrada

Aunque se puede observar en su totalidad monumental desde Piazza Trento e Trieste, la entrada principal se abre hacia el norte por Via Fortunato Marazzi frente a ese corto tramo de calle que se abre a Piazza Duomo, inaugurada por Socino Benzoni a finales del siglo XV. Aquí, como en el lado oeste, los muros son de ladrillo visto con aberturas muy sencillas. El austero portal del siglo XVI está rematado, además de por una ventana cuadrada, por un pequeño balcón sostenido por cuatro ménsulas y la correspondiente ventana francesa es la única de este lado que tiene un tímpano circular con cartela.

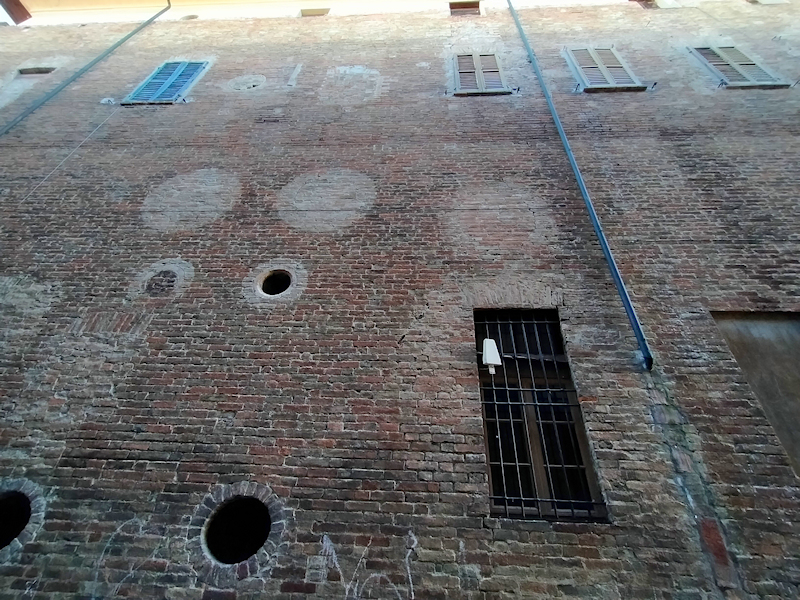
El muro del ala oeste, que data del, con signos de aberturas antiguas.

Las fachadas interiores y los laterales que dan a la Piazza Trento e Trieste están, en cambio, revocadas y caracterizadas por una gran cantidad de aberturas enmarcadas, las superiores con tímpanos de formas triangulares y curvilíneas alternadas  .

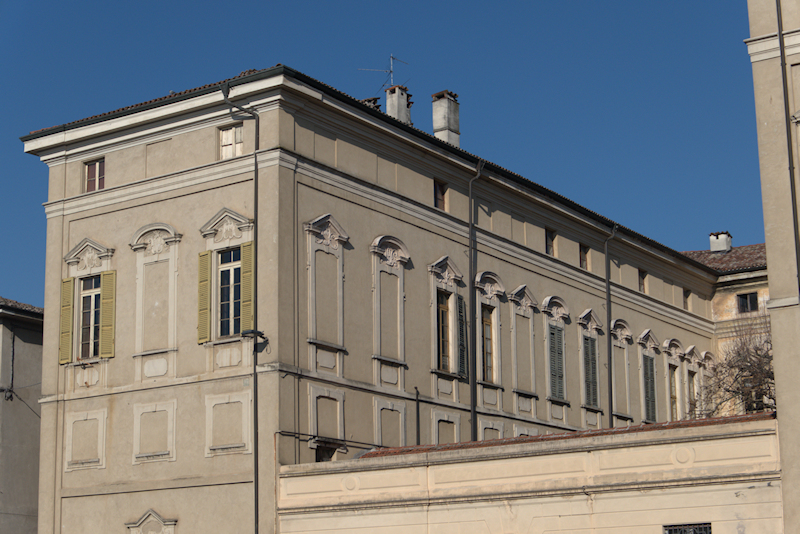
Detalles del ala oeste desde la Piazza Trento e Trieste

En el primer piso, hacia la plaza, hay cuatro portales con arcos de medio punto, entre los que hay dos ventanas con tímpano triangular ligeramente marcado.
El edificio bajo que une las dos alas data de 1914; Sustituyó a las antiguas caballerizas y sirvió para ampliar la oficina de correos abierta en el primer piso del ala este.
En el patio interior se conservan columnas con el escudo de los Benzoni y es muy particular la abertura con capitel colgante a lo largo del ala oeste.
La gran escalera con balaustrada del siglo XVIII conduce a la planta noble caracterizada por habitaciones con techos abovedados, estucos y frescos decorativos renovados por los Martini según el gusto napoleónico.